# Why Can't I Be You?
«Why Can't I Be You?» es el decimoquinto sencillo editado por la banda británica The Cure, el primero en ser extraído de su álbum de 1987 Kiss Me, Kiss Me, Kiss Me.
Alcanzó el número 21 en la UK Singles Chart del Reino Unido. En los Estados Unidos "Why Can't I Be You?" llegó al número 54 en el Billboard Hot 100, mientras que un remix de la canción alcanzó el puesto 8 en la lista Dance Singles Sales y el 27 en la Dance Club Songs de Billboard.

## Lista de canciones
Sencillo de 7"
1. «Why Can't I Be You?» - 3:12
2. «A Japanese Dream» - 3:27

Doble sencillo de 7" 
A  «Why Can't I Be You?» - 3:12
B  «A Japanese Dream» - 3:27
C  «Six Different Ways» (Live in Orange) - 3:26
D  «Push» (Live in Orange) - 4:35
Sencillo de 12"
1. «Why Can't I Be You?» (Extended Mix) - 8:07
2. «A Japanese Dream» (Extended Mix) - 5:47

CD
1. «Why Can't I Be You?» (Extended Mix) - 8:10
2. «A Japanese Dream» (Extended Mix) - 5:52
3. «Hey You!!!» - 2:23
4. «Why Can't I Be You?» (Video) - 3:31

## Posicionamiento en listas
| Lista (1987)                                  | Máxima posición |
| --------------------------------------------- | --------------- |
| Alemania (Offizielle Deutsche Charts)         | 29              |
| Bélgica (Flandes) (Ultratop 50)               | 17              |
| Estados Unidos (Billboard Hot 100)            | 54              |
| Estados Unidos (Hot Dance Club Songs) (Remix) | 27              |
| Estados Unidos (Dance Singles Sales) (Remix)  | 8               |
| Francia (SNEP)                                | 29              |
| Irlanda (IRMA)                                | 12              |
| Nueva Zelanda (Recorded Music NZ)             | 16              |
| Países Bajos (Mega Single Top 100)            | 25              |
| Reino Unido (UK Singles Chart)                | 21              |
| Suiza (Schweizer Hitparade)                   | 28              |

## Músicos
- Robert Smith - voz
- Simon Gallup - bajo
- Porl Thompson - guitarra eléctrica
- Boris Williams - batería
- Laurence Tolhurst - sintetizador